# Marc Jaeger
Marc Jaeger (* 4. Oktober 1954) ist ein Luxemburger Jurist und Richter am Gericht der Europäischen Union mit Sitz in Luxemburg.
Jaeger studierte an der Robert-Schuman-Universität in Straßburg sowie am Europakolleg. 1981 wurde er in Luxemburg als Anwalt zugelassen. 1984 wurde Jaeger Richter am Tribunal d’arrondissement de Luxembourg. Von 1986 bis 1996 war er als Rechtsreferent am Gerichtshof der Europäischen Gemeinschaften  tätig. Im Juli 1996 wurde er zum Richter des Gerichts erster Instanz der Europäischen Gemeinschaften (seit 2007 Gericht der Europäischen Union)  ernannt. Seit 2007 war er Präsident des Gerichts der Europäischen Union. 2019 wurde er als Präsident des Gerichts der Europäischen Union nach vier aufeinanderfolgenden Amtszeiten von Marc van der Woude abgelöst verblieb aber als Richter an diesem Gericht.